# Élections sénatoriales de 2020 dans le Wisconsin
Les élections sénatoriales de 2020 dans le Wisconsin ont lieu le 3 novembre 2020 afin d'élire 16 des 33 membres du Sénat de l'État américain du Wisconsin.

## Système électoral
Le Sénat du Wisconsin est la chambre haute de son parlement bicaméral. Il est composé de 33 sièges pourvus pour quatre ans mais renouvelé par moitié tous les deux ans au scrutin uninominal majoritaire à un tour dans autant de circonscriptions que de sièges à pourvoir.

## Résultats
|       | Parti républicain | 19 | 8  | 10 | 21 | 2             |  |  |  |
|       | Parti démocrate   | 14 | 8  | 6  | 12 | 2             |  |  |  |
|       |                   |    |    |    |    |               |  |  |  |
| Total | Total             | 33 | 16 | 16 | 33 | en stagnation |  |  |  |